# 知的財産推進計画
知的財産推進計画（ちてきざいさんすいしんけいかく）は知的財産の創造・保護・活用に関する政府の短中期的推進計画である。

## 概要
知的財産推進計画（以下、推進計画）は日本政府が取るべき知的財産に関する方針・施策・目標を年度ごとに定めている（#内容）。推進計画は知的財産基本法を法的根拠とし、全国務大臣が参加する知的財産戦略本部で毎年度決定されており、日本政府の知的財産に関する短中期的な最上位計画と解されている（#位置づけ）。時代の変化に応じて計画は大胆に変更されており、この計画に基づいて様々な立法や制度変更がなされている（#各年の推進計画）。

## 内容
知的財産推進計画では、知的財産の創造・保護・活用・教育振興・人材確保に関し、政府が取るべき方針・施策・目標・必要事項を定める。施策の具体的目標と達成時期は原則的に明示され、達成状況は調査・公表され、少なくとも毎年度一回の再検討が義務付けられている（知的財産基本法第23条）。

## 位置づけ
知的財産推進計画は、知的財産に関する日本政府（全行政）の短中期的な指針および具体的施策計画に位置づけられる。つまり知的財産に関する国の短中期的な最上位計画である。
推進計画は知的財産基本法を法的根拠とし、全ての国務大臣が属する知的財産戦略本部にて決定される（参考: 本部#構成員）。これは推進計画が全省庁トップの合意であることを意味する。よって推進計画に含まれる各具体的施策は担当省庁で明確にコミットされ、その結果を厳しく検証される。
知的財産戦略本部において「知的財産戦略ビジョン」が決定されたことを受け、推進計画の位置づけがより明確化された。推進計画は「これまでの知財戦略」から「2030年頃を見据えた知財戦略（ビジョン）」への移行を達成するために年次更新される移行戦略として位置づけられている。
知的財産戦略本部は統合イノベーション戦略推進会議における「イノベーションに関連が深い司令塔会議」に指定されている。よってイノベーションに関わる知財については推進会議を介した統合イノベーション戦略との調和が図られる位置づけとなっている。

## 計画の概要
2003年7月8日に最初の推進計画が閣議決定されてから、概ね以下のような枠組みで形成されている（以下に示す表題は2008年推進計画 (PDF) を基に、一部修正）。
- 「知的財産推進計画2008」の基本的考え方
- 重点編
- 第1章 知的財産の創造
- 第2章 知的財産の保護
- 第3章 知的財産の活用
- 第4章 コンテンツをいかした文化創造国家国家づくり
- 第5章 人材の育成と国民意識の向上 -知的財産人材育成総合戦略を実行する-

## 各年の推進計画
2003年7月8日に最初の計画が決定されて以降、1年単位で改訂作業が進められている。

### 2003年7月8日決定
知的財産の創造、保護及び活用に関する推進計画
2003年4月1日に、前身の知的財産戦略会議を発展・強化させる形で知的財産戦略本部（本部長・小泉純一郎内閣総理大臣）が発足し、内閣官房に知的財産戦略推進事務局（事務局長・荒井寿光）が設置された。本部（全閣僚と民間選出本部員10名により構成）は2003年7月8日の第5回本部会合 で推進計画案を了承し、同日閣議決定された。
なお、この時に決定された推進計画案に対しては中山信弘本部員（東京大学大学院法学政治学研究科教授 - 当時）が5月21日の第3回会合 で「単に審査・審判、裁判の促進とか、あるいは知的財産権の侵害のし得を防止するという知的財産側だけの一方的な論理だけで突き進むと、とんでもない結果になる場合も多い」と強い難色を示しているが、これは学界や法曹界による本部・事務局の「知的財産権強化一辺倒」的な姿勢を危惧する声を代表したものと言える。
その象徴とも言えるのが、翌年に音楽ファンの大規模な反対運動が展開された「レコード輸入権の創設」や、2002年4月25日の最高裁判所による中古ゲームソフト売買を合法と認定した判決の立法による破棄、1991年に著作権審議会（当時）が導入を答申したものの日本経団連の猛反対で凍結されたままの版面権（出版社の著作隣接権）創設と言った項目を含むコンテンツビジネス関係の部分であったが、パブリックコメントの締め切りから10日後にほぼ原案通りの計画が決定された。
正式名称は2003年の決定当初「知的財産の創造、保護及び活用に関する推進計画」であったが、2004年の改訂後は「知的財産推進計画」が正式名称となっている。
実施された主な施策
- 知的財産高等裁判所の新設（法務省）
- 特許法改正による発明対価決定方法の変更（経済産業省）
- レコード輸入権創設及び、出版物に対する貸与権の適用除外廃止（文部科学省）

### 2004年改訂
知的財産推進計画2004
2003年12月17日の第6回本部会合 で、中山本部員が事務局の姿勢を「余りにも独善的である」「まともに議論をしようという真摯な態度がどうも私には感じられません」「（知的財産戦略は）事務局自体が特定の見解、特定の案に固執するとか、特定の本部員を排除して、政治家や財界のトップと話をつけて決着をするというたぐいのものではない」と激しく糾弾したことが年明けに公開された議事録で判明。その結果、学界や法曹界からも事務局の姿勢に対する批判が続出し、翌2004年の通常国会でもこの問題が取り上げられるに至った。
そのような状況下で推進計画の見直し作業が進められ、4月16日から5月6日までパブリックコメントが実施されたが、実施期間と推進計画に基づいて法案が提出されたレコード輸入権創設反対運動が最高潮に達していた時期が重なったことから寄せられた全意見 の8割以上が「輸入権反対」で占められ、他の部分に関しても「知的財産権強化一辺倒」的な姿勢に対する手厳しい意見が相次いだことから「消費者利益を著しく害する結果となった場合の見直し」が追記された。
他方、新たに「日本ブランドの発信強化」が打ち出され安全・高品質な農産物の輸出促進などが重点施策に追加された。
実施された主な施策
- 信託業法改正による知的財産権の担保・証券化解禁（財務省）
- 商標法改正による「地域ブランド」保護（経済産業省）
- 種苗法改正による種子の国外無断持ち出し行為に対する罰則強化（農林水産省）

### 2005年改訂
知的財産推進計画2005
2005年1月24日から2月14日まで推進計画の見直しに関するパブリックコメントが行われ、ここで寄せられた意見などを基に6月10日の第11回本部会合 で改訂案が了承された。全体的に前年までの計画に比べて大胆な方針転換が図られており、特に反対意見の多かった最高裁判所による中古ゲームソフト売買を合法と認定した判決の立法による破棄や版面権創設を目指す項目が削除されたのを中心に、より「消費者利益」を重視した内容とへシフトしている。この他、重点項目として「模倣品・海賊版拡散防止条約」（ACTA）の提唱が掲げられているのが特徴。
また、本計画実施期間中に知的財産基本法の制定から3年を迎えるのに伴い、同法附則第2条に基づき実施状況の検討作業が行われている。
実施された主な施策
- 特許法・商標法違反の罰則強化（経済産業省）
- 著作権契約書作成支援システム （文部科学省）

なお、システムのサイトは5月に開設されたがサイト内でMac OSのアイコンを盗用していたことが判明し、問題となった。文化庁はAppleに謝罪し、8月31日よりサイトの運用を再開している。

### 2006年改訂
知的財産推進計画2006
2006年3月8日から29日まで推進計画の見直しに関するパブリックコメントが行われ、ここで寄せられた意見などを基に6月9日の第13回本部会合 で改訂案が了承された。また、コンテンツ専門調査会デジタルコンテンツ・ワーキンググループにおいて中山本部員が日本の音楽用CDの価格が欧米に比して著しく高額であることや日本のレコード会社が音楽配信に消極的な姿勢であることを指摘し、商業用レコードの再販制度廃止を強く訴えたがパブリックコメントでは音楽業界によって再販制度護持を訴える組織票が大量に投下され、最終的には現状の検証と代替手段の可否を検討すると言う当初の趣旨からは大幅に後退した表現の項目が新設されるに留まった。また、それまでは断片的にしか言及されていなかったデジタルアーカイブの構築に関する項目が大幅に追加された。
実施された主な施策
- 映画の盗撮の防止に関する法律制定（議員立法）
- 東京国際映画祭、東京ゲームショウ他のイベントをJAPAN国際コンテンツフェスティバルとして統合開催（経済産業省）

### 2007年改訂
知的財産推進計画2007
2007年3月8日から29日まで推進計画の見直しに関するパブリックコメントが行われ、ここで寄せられた意見 などを基に5月31日の第17回本部会合 で改訂案が了承された。下部組織である知的創造サイクル専門調査会において、現在は原則として親告罪となっている著作権法違反行為の非親告罪化や、違法複製物のアップロードのみを公衆送信権侵害とする私的複製の範囲を狭めダウンロードを禁止対象にすること等が検討課題とされた。これを受けて、文化庁は違法複製物のダウンロード禁止については刑事罰を適用しないものの損害賠償請求の対象とする方針を表明しているが、非親告罪化については著作権分科会でも積極的に賛成する意見が出なかったため見送られる方針である。
なおパブリックコメントでは、アップル日本法人名義で、私的録音録画補償金制度の見直しに際して、文化庁があからさまに業界・権利者側の肩を持っているとして強い口調で非難し、文化庁は著作権法に関わる資格が無いと断罪する意見が提出され、話題となった。ただし、アップル側は意見提出については「ノーコメント」とし、8月15日には提出意見が撤回されている。
実施された主な施策
- 特許・商標の登録申請に係る料金の引き下げ、不服審判請求期限を30日から90日に延長（経済産業省）
- 国際漫画賞創設（外務省）

### 2008年改訂
知的財産推進計画2008 -世界を睨んだ知財戦略の強化-
2008年3月13日から4月3日まで推進計画の見直しに関するパブリックコメントが行われ、ここで寄せられた意見などを基に6月18日の第20回本部会合 で改訂案が了承された。中山本部員の強い意向により、著作権法におけるフェアユース規定の創設に関する検討を本格化することを明記。特に、国際競争力を持った検索エンジン開発を進めるため著作権法上におけるキャッシュの取り扱いの明確化について早期に結論を出す方針が明記された他、クリエイティブ・コモンズの取組促進が初めて明記された。取り締まりの側では、日本国外の動画共有サービスにおける違法アップロード対策の強化が特に重点項目とされている。
この他、iPS細胞に関する研究支援・日本製コンテンツの流通を政治的に規制している国への緩和要求・中国で特に問題となっているコンテンツ製作者と無関係な第三者による商標出願や日本の地名を商標出願する行為への対策強化等の項目が新規に追加されている。

### 知的財産推進計画２０２３
2023年6月9日に「知的財産推進計画２０２３」が決定された。

#### 急速に発展する生成 AI 時代における知財の在り方
新たな重点施策として「急速に発展する生成 AI 時代における知財の在り方」が決定された。
知財戦略の前提として、AIに関し政府は2023年現在つぎの現状認識を持っている。
AI の時代を見据え、政府は AI の作成・利活用促進のための知財制度の在り方を検討してきた。「新たな情報財検討委員会報告書」(2017) では AI 作成にも対応した著作権権利制限規定の具体的検討が要請され、また AI が現実化したときその具体的事例に即して AI 悪用や AI 生成物と人間の創作的寄与について議論できるような引き続きの検討が求められた。政府はこれに基づいてH30著作権法改正（柔軟な権利制限規定の導入）をおこない、AI の技術発展を注視してきた。
そして近年、生成AIが急速な技術進歩を実現した。例として画像生成（Stable Diffusion、SD派生モデル、クリエイター画風追加学習モデル、mimic)、文章生成（基盤LLM、ChatGPT）、音楽生成（イメージ曲生成、類似曲生成）、映像生成（スタイル変換）が挙げられる。これらは社会へ急速に普及している。例としてChatGPTは公開2ヶ月でユーザー1億人を超え、OpenAI社は数十億ドルの出資を受けている。結果として、AI 生成物が大量に生成され市場に供給される時代が現実化した。これにより、AI 生成物と著作権・特許権との関係について国内外で様々な議論が生じている。
各国はこれに対応した議論を進めている。「G7 デジタル・技術大臣会合の閣僚宣言」(2023.4) では AI 恩恵最大化の協力促進および民主的価値観を損なう AI の誤乱用反対が示され、生成 AI の可能性と課題を把握し安全性と信頼を担保する必要性が示された。これを受けた「G7 広島サミットの首脳コミュニケ」(2023.5) はこれらを再度認識し「広島 AI プロセス」の創設と年内報告が示された。これらを受け日本の「AIに関する暫定的な論点整理」(2023.5) は大胆な成長戦略・社会的安心感・予見可能性向上の必要性を示し、広島 AI プロセスなどを通じた国際的なルール構築の先導を提案した。
これらの事実に基づき、生成 AI の懸念とリスクを適切に管理しより良い利用を促進するため AI と知財の関係を改めて検討すべき、と政府は認識している。
特に生成AIと著作権、AIと発明保護の2点を推進する計画である。

##### 生成 AI と著作権
生成AIと著作権に関し、AI 発展促進とクリエイター権利保護に留意し、事例研究・法的考え方整理・方策検討が求められた。具体的には、現実化した生成 AI の具体的事例に即して、これまでの報告書等で検討課題となっていた以下3点の考え方明確化を求めた：
| 領域     | 論点                                                  | 更なる検討を求めた報告書            |
| -------- | ----------------------------------------------------- | ----------------------------------- |
| 著作物性 | AI 生成物が著作物と認められるための利用者の創作的寄与 | 新たな情報財検討委員会報告書 (2017) |
| 侵害     | 学習データ著作物に類似した AI 生成物と著作権侵害      | 新たな情報財検討委員会報告書 (2017) |
| 権利制限 | AI 学習時の著作物利用と著作権法第30条の4ただし書      | AIに関する暫定的な論点整理 (2023)   |

工程表においてこれら議題は内閣府および文部科学省を担当府省とされた。文部科学省は2023年度の施策として有識者を交えた論点整理と考え方周知啓発が定められた。
これを受け、これら3点の課題について文化審議会傘下の法制度小委員会 (2023) で論点整理がおこなわれている。

#### AI 技術の進展を踏まえた発明の保護の在り方
AIと発明保護に関しては、以下の研究を下敷きとし、進歩性・自律的発明に関する整理・検討・事例公開・審査強化が求められた。
- 新たな情報財検討委員会報告書（新たな情報財検討委員会, 2017）
- AI 関連技術に関する特許審査事例の公表（特許庁, 2017 & 2019）
- AI を活用した創作や３D プリンティング用データの産業財産権法上の保護の在り方に関する調査研究報告書
- 近年の判例等を踏まえた AI 関連発明の特 許審査に関する調査研究報告書